# Malta (Montana)
Malta é uma cidade localizada no estado americano de Montana, no Condado de Phillips.

## Demografia
Segundo o censo americano de 2000, a sua população era de 2120 habitantes.
Em 2006, foi estimada uma população de 1887, um decréscimo de 233 (-11.0%).

## Geografia
De acordo com o United States Census Bureau tem uma área de
2,7 km², dos quais 2,7 km² cobertos por terra e 0,0 km² cobertos por água.

## Localidades na vizinhança
O diagrama seguinte representa as localidades num raio de 68 km ao redor de Malta.